# Liophloeus tessulatus
Espèce
Liophloeus tessulatus est une espèce de coléoptères de la sous-famille des Entiminae (famille des Curculionidae).

## Description
Liophloeus tessulatus mesure de 8 à 15 mm de longueur. Ses écailles forment des dessins en forme d'échiquier irréguliers de couleur brun-grisé. Comme les autres espèces de ce genre, il est caractérisé par son absence d'ailes. Ses élytres sont beaucoup plus larges que le prothorax. Ses antennes coudées sont relativement courtes.

## Écologie
Sa larve vit sous terre se nourrissant de racines. L'imago apparaît en juillet-août. Liophloeus tessulatus apprécie les chardons, l'angélique officinale, l'angélique de montagne, ou la berce commune.

## Répartition
Cette espèce se rencontre en Europe occidentale et orientale, jusqu'en Russie européenne, puis au sud de la Sibérie.

## Systématique
Le nom valide complet (avec auteur) de ce taxon est Liophloeus tessulatus (Müller, 1776).
L'espèce a été initialement classée dans le genre Curculio sous le protonyme Curculio tessulatus O.F.Müller, 1776.
Liophloeus tessulatus est l'espèce type du genre Liophloeus défini par Germar.[réf. nécessaire]
Liophloeus tessulatus a pour synonymes :

- Curculio nubilus Fabricius, 1776
- Curculio tessulatus O.F.Müller, 1776
- Liophloeus alpestris Tournier, 1874
- Liophloeus amplipennis Tournier, 1874
- Liophloeus aquisgranensis Förster, 1849
- Liophloeus argentosparsus Trappen, 1935
- Liophloeus atricornis Desbrochers des Loges, 1871
- Liophloeus cyanescens Fairmaire, 1859
- Liophloeus denudatus Gozis, 1886
- Liophloeus geminatus Boheman, 1842
- Liophloeus heydeni Gozis, 1886
- Liophloeus ineditus Tournier, 1874
- Liophloeus maurus (Marsham, 1802)
- Liophloeus minutus Tournier, 1874
- Liophloeus modestus Tournier, 1874
- Liophloeus nigricornis Chevrolat, 1871
- Liophloeus nubilus (Fabricius, 1777)
- Liophloeus nudus Rey, 1894
- Liophloeus opacus Chevrolat, 1863
- Liophloeus opacus Gozis, 1886
- Liophloeus pictus Stierlin, 1889
- Liophloeus pulverulentus Boheman, 1842
- Liophloeus pulverulentus Tournier, 1874
- Liophloeus quadricollis Tournier, 1876
- Liophloeus robusticornis Tournier, 1876
- Liophloeus rotundicollis Tournier, 1874
- Liophloeus schmidtii Boheman, 1842
- Liophloeus sparsutus Tournier, 1874
- Liophloeus sulcatulus Desbrochers des Loges, 1892
- Liophloeus terrenus Rey, 1894
- Liophloeus tessellatus Müller, 1776
- Liophloeus verticalis Rey, 1894